# Altstadt (Lüneburg)
Die Altstadt ist ein Stadtteil der Hansestadt Lüneburg im heutigen Niedersachsen. Als ihr historischer Stadtkern hat sie den Zweiten Weltkrieg unbeschadet überstanden, wodurch zahlreiche, oftmals mittelalterliche Baudenkmale erhalten sind.

## Geografie
Der zentral gelegene Stadtteil umfasst nur geringfügig mehr Fläche als das historisch von Stadtwall und Ilmenau umfasste Gebiet und ist heute umgeben von acht Stadtteilen, im Uhrzeigersinn: Kreideberg und Goseburg-Zeltberg im Norden, Lüne-Moorfeld, Schützenplatz und Kaltenmoor im Osten, Rotes Feld und Mittelfeld im Süden, sowie Weststadt im Westen.
Im Osten wird die Altstadt von der Ilmenau durchflossen und durch den Lösegraben begrenzt. Der dazwischen liegende Werder gehört größtenteils zum Stadtteil, nur nördlich des Schifferwalls zu Goseburg-Zeltberg.

## Gliederung
Die Altstadt lässt sich grob in die vier historischen Stadtviertel gliedern, zu denen jeweils eine der spätmittelalterlichen Stadtkirchen gehörte, von denen bis heute drei erhalten sind.

### Marktviertel
Im Nordwesten der Altstadt liegt das Marktviertel um den Marktplatz, geprägt von Lunabrunnen, Rathaus und der Michaeliskirche. Heute zählen die nördlich des Viertels liegenden Grünflächen Scunthorpeplatz (Frommeplatz) und Liebesgrund zum Stadtteil.

### Wasserviertel

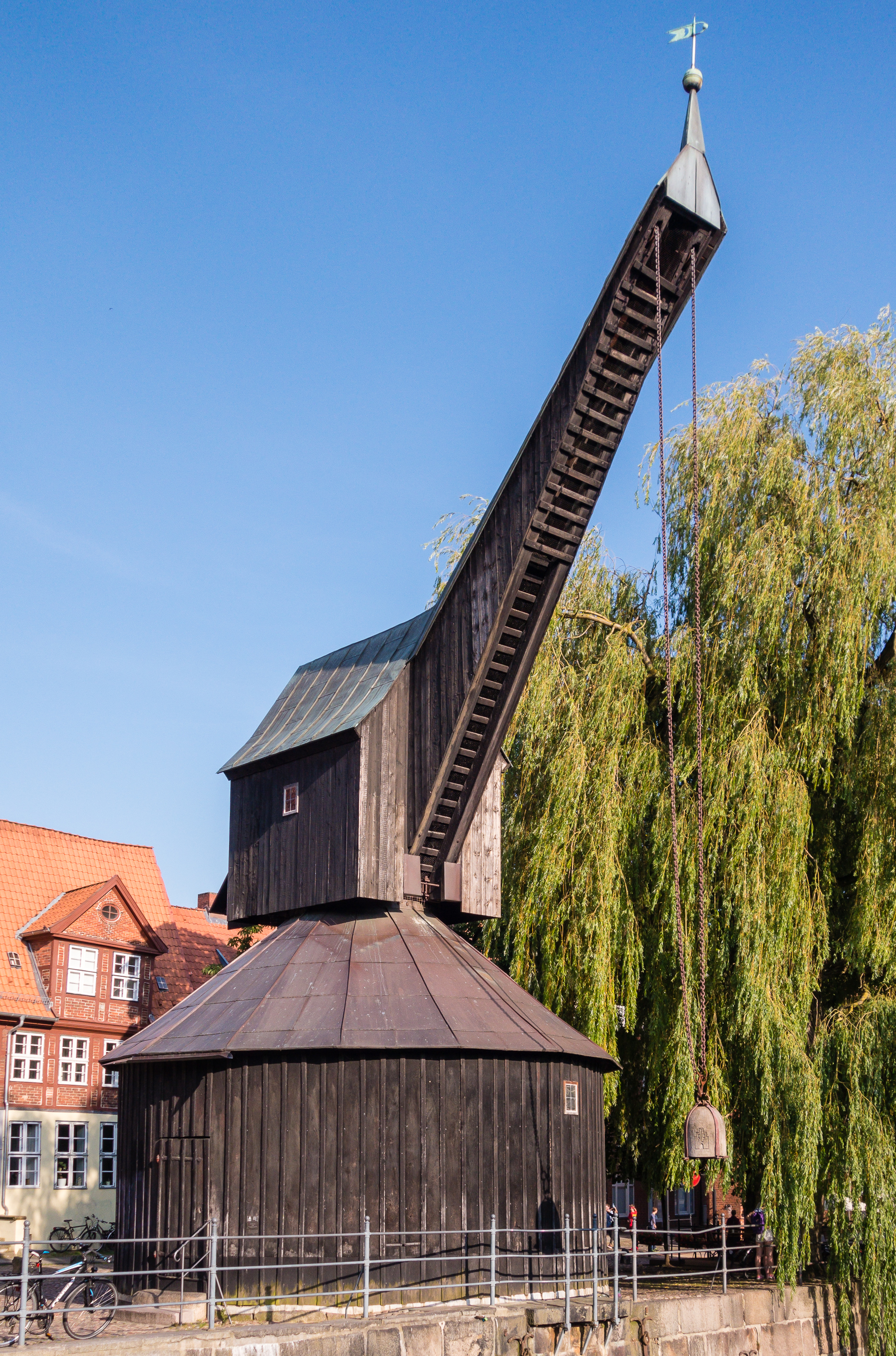
Alter Kran

Im Nordosten der Altstadt liegt das Wasserviertel um den historischen Hafen mit der Nicolaikirche. Zu den Wahrzeichen der Stadt zählt der 1791 erbaute alte Kran.

### Sandviertel
Im Südosten liegt das Sandviertel um den historischen Handelsplatz Am Sande mit der Johanniskirche. Dort steht auch der Wasserturm. Heute zählen auch der Calamart-Park sowie rechts der Ilmenau der Wandrahmpark zur Altstadt.

### Sülzviertel
Im Südwesten liegt die Arbeitersiedlung Sülzviertel. Die dortige Lambertikirche wurde in den Jahren 1860–1861 aufgrund von Bauschäden abgerissen. Diese sind zum Teil zurückzuführen auf ihren Standort, den Lambertiplatz am Rande des Senkungsgebiets. Heute ist er eine Grünfläche.

## Bevölkerungsentwicklung
| Jahr 1 | Bevölkerung 2 |
| ------ | ------------- |
| 1992   | 5819          |
| 1993   | 5716          |
| 1994   | 5678          |
| 1995   | 5663          |
| 1996   | 5612          |
| 1997   | 5624          |
| 1998   | 5631          |
| 1999   | 5639          |
| 2000   | 5627          |
| 2001   | 5690          |
| 2002   | 5710          |
| 2003   | 5553          |
| 2004   | 5594          |
| 2005   | 5672          |
| 2006   | 5636          |
| 2007   | 5705          |
| 2008   | 5675          |
| 2009   | 5721          |
| 2010   | 5701          |
| 2011   | 5764          |
| 2012   | 5795          |
| 2013   | 5783          |
| 2014   | 5811          |
| 2015   | 5898          |
| 2016   | 5912          |
| 2017   | 5896          |
| 2021   | 5810          |

Anmerkungen